# Бињи л'Абе
Бињи л'Абе (фр. Buigny-l'Abbé) насеље је и општина у североисточној Француској у региону Пикардија, у департману Сома која припада префектури Абевил.
По подацима из 2011. године у општини је живело 338 становника, а густина насељености је износила 46,81 становника/km². Општина се простире на површини од 7,22 km². Налази се на средњој надморској висини од 50 метара (максималној 108 m, а минималној 59 m).

## Демографија
| 1962. | 1968. | 1975. | 1982. | 1990. | 1999. | 2011. |
| ----- | ----- | ----- | ----- | ----- | ----- | ----- |
| 305   | 316   | 324   | 308   | 324   | 333   | 338   |

График промене броја становника у току последњих година